# Fort Lee
Fort Lee borough az USA New Jersey államában, Bergen megyében. Lakosainak száma 40 191 fő (2020. április 1.).

## Népesség
A település népességének változása:
| Lakosok száma | 2612 | 4472 | 35 345 | 40 191 |
|               | 1900 | 1910 | 2010   | 2020   |